# استاد علی‌قلی
استاد علی‌قُلی فرمانده‌ای عثمانی در امپراتوری گورکانی بود. او در دوران حکومت بابر، فرماندهی توپخانه سپاهیان او را بر عهده داشت. در نبرد نخست پانی‌پت و نبرد خنوه، او فرماندهی آتشبارهای توپخانه را بر عهده داشت. نقش او در این نبردها به‌عنوان فرمانده توپخانه بسیار حیاتی بود، چرا که این تفنگداران و توپ‌ها به فرماندهی مصطفی رومی و استاد علی‌قلی بودند که باعث پیروزی در میدان نبرد شدند.

## معرفی استاد علی‌قلی به بابر
روابط اولیه بابر با امپراتوری عثمانی تیره بود، چرا که سلطان عثمانی، سلیم یکم، به رقیب ازبک بابر، عبیدالله‌خان ازبک، تفنگ آتش‌زن و توپ‌های قدرتمندی ارائه کرده بود.
در سال ۱۵۰۷، هنگامی که از بابر خواسته شد که سلیم یکم را به‌عنوان خراج‌گذار مشروع بپذیرد، بابر از این درخواست سر باز زد و برای مقابله با نیروهای عبیدالله‌خان ازبک، سربازان قزلباش را گرد هم آورد و وارد جنگ غجدوان شد.
در سال ۱۵۱۳، سلیم یکم که نگران بود بابر با ایران صفوی متحد شود، با بابر آشتی کرد. او استاد علی‌قلی و مصطفی رومی، تیرانداز ماهر تفنگ‌های آتش‌زن، و همچنین بسیاری از فرماندهان و سربازان عثمانی را برای کمک به بابر در فتوحاتش اعزام کرد. این حمایت خاص، پایه‌ای برای روابط آینده گورکانی-عثمانی شد.
بابر همچنین از آنها تاکتیک استفاده از تفنگ آتش‌زن و توپ در میدان نبرد (نه فقط در محاصره نظامی) را اقتباس کرد، که این امر به او یک مزیت مهم در هندوستان داد.